# Шульману-ашаред I

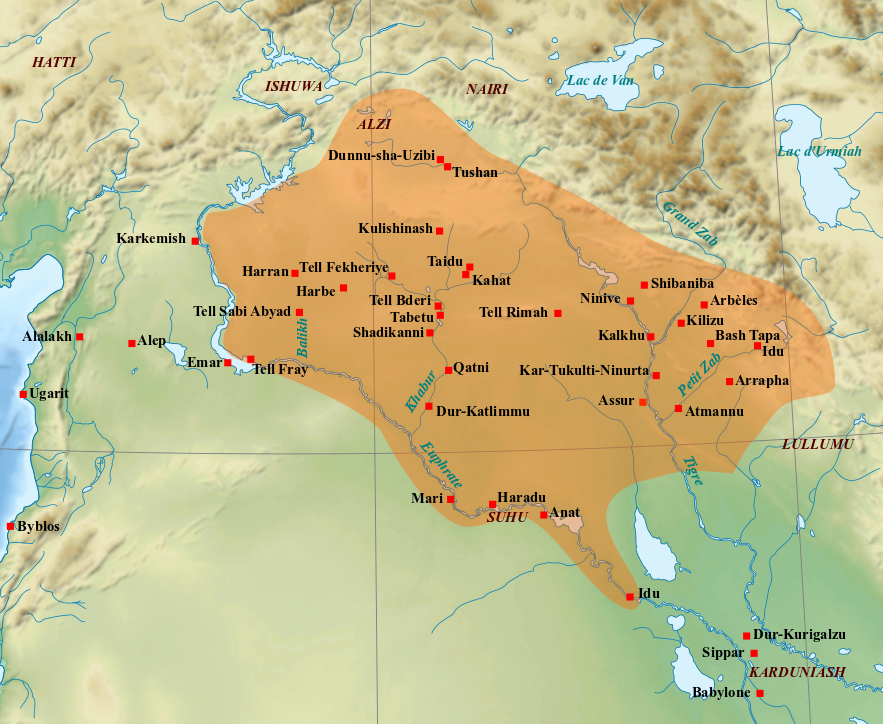
Карта Ассирії в середньоассирійський період після завоюванбь Адад-нірарі І та Шульману-ашареда I

Шульману-ашаред I або в традиційній транскрипції Салманасар І (аккад. «[Бог] Шульману (Салман) — предводитель») — цар Ассирії. Правив 30 років, в 1263-1234 до н. е.. Син Ададнерарі I, батько Тукульті-Нінурти I.

## Життєпис
На початку царювання воював проти мітанійців яких свого часу підкорив його батько, але яким вдалося відновити свою незалежність. Під час походу через месопотамський степ мітанійському царю Шаттуару ІІ вдалося відрізати ассирійське військо від води, але Шульману-ашаред зумів вирватися і розбити супротивника. За повідомленням самого царя ассирійці захопили 14 400 полонених яких усіх осліпили і 9 міст серед них і столицю Шаттуара ІІ Насібі. До Ассирії знову були приєднані землі Верхнього Межиріччя до Каркемиша, а держава Мітанні перестала існувати. Ця перемога вивела Ассирію в число великих держав регіону і сприяло укладанню мирного договору між хетським царем Хатутусілі ІІІ та фараоном Рамзесом ІІ, а також відновленню хетсько-вавилонського союзу. 
Тепер головним супротивником на заході стали хети які однак на той момент були занадто сильні, тож Шульману-ашаред змінив напрямок своїх походів. Він першим з ассирійськихз царів здійснив успішні походи проти племен уруатрі в райони середньої та верхньої течії Великого Забу. Ассирійці нещадно грабували країну знищуючи поселення та вирізаючи людей — в полон брали тільки висококваліфікованих ремісників. На завойованих територіях було споруджено кілька фортець та залишені гарнізони, а вціліле населення обклали важкою даниною. 
Після воєн з уруарті Шульману-ашаред зайнявся впорядкуванням держави — будував фортеці та храми, переніс столицю з Ашшуру у новозасноване місто Кальху біля впадіння Великого Забу в Тигр.
Хетський цар Хаттусілі побоюючись зміцнення Ассирії вирішив розпочати проти неї превентивну війну. Він підмовив вавилонського царя напасти на Ассирію пообіцявши одночасно вторгнутися до неї з заходу. Але Шульману-ашареду вдалося розбити вавилонське військо і не допустити вторгнення хетів. Тож Ассирія не лише не послабилася, але й отримала частину північної Вавилонії. 